# In the Summertime
"In the Summertime" es el sencillo debut de la banda de rock británica Mungo Jerry, lanzado en 1970. La canción se convirtió en un enorme éxito internacional, encabezando las listas de todo el mundo. En el Reino Unido pasó siete semanas en la lista UK Singles Chart, dos semanas en el número uno en las listas canadienses y en Estados Unidos alcanzó el número tres en la lista de sencillos Billboard Hot 100. Se convirtió en uno de los sencillos más vendidos de todos los tiempos, llegando a vender 30 millones de copias. Escrita y compuesta por el cantante principal de la banda, Ray Dorset, mientras trabajaba en un laboratorio para Timex, la letra de la canción celebra los días sin preocupaciones del verano. La pista fue incluida en el segundo álbum de la banda, Electronically Tested, publicado en marzo de 1971.

## Composición y grabación
Dorset aseguró que la canción sólo tardó 10 minutos en escribirse, lo cual hizo utilizando una guitarra Fender Stratocaster de segunda mano, mientras se tomaba un descanso de su trabajo habitual, en un laboratorio para la empresa relojera Timex.
La canción fue grabada en los estudios del sello discográfico Pye Records en Londres, con Barry Murray como productor.  Inicialmente, la pista sólo duró dos minutos, para hacerla más larga, Murray reprodujo la grabación dos veces, remezclando ligeramente la segunda mitad y añadió el sonido de una motocicleta en el medio.  En una entrevista con Gary James, Dorset explicó que no pudieron encontrar una grabación de una motocicleta, pero que "Howard Barrow, el ingeniero tenía una vieja, bueno, entonces no era vieja, una deportiva Triumph, que conducía. Pasó por el estudio mientras Barry Marrit [sic] sostenía el micrófono. Entonces, obtuvo los efectos estéreo de izquierda a derecha o de derecha a izquierda, lo que sea. 

## Publicación
El lanzamiento inicial en el Reino Unido fue realizado a través de Dawn Records, un nuevo sello subsidiario de Pye. Fue inusual porque era un maxi single, de 33.1⁄3 rpm, mientras que los sencillos generalmente se reproducen a 45 rpm. Incluía una canción adicional también escrita y compuesta por Dorset, "Mighty Man", en la cara A, y una pista mucho más larga, la canción de Woody Guthrie "Dust Pneumonia Blues", en la cara B. Como el disco se vendió en una funda con imagen, que tampoco era estándar en ese momento, y a un precio de apenas unos pocos peniques más que lo que costaba un sencillo normal de dos pistas de 45 rpm, se consideró que tenía una buena relación calidad-precio. Una pequeña cantidad de discos de 45 rpm del sello discográfico Pye, con "Mighty Man" en la cara B y sin portada con imagen, se imprimieron para su uso en máquinas Jukebox. Ahora son piezas raras de colección.
En 1970, y de forma simultánea al lanzamiento de la versión original, la banda de rock australiana The Mixtures versionó y publicó la canción, que reemplazó a la original de Mungo Jerry en el número uno de las listas australianas, donde permaneció durante seis semanas. Fue el sencillo más vendido de un artista australiano en Australia en 1970 y el número tres en general.
En 2012, Dorset demandó a su antigua empresa de gestión, Associated Music International, dirigida por su antiguo amigo y director comercial Eliot Cohen, reclamando más de 2 millones de libras en regalías de la canción que creía que le habían retenido. 

## Personal
Créditos adaptados de las notas del sencillo de "In the Summertime". 
- Ray Dorset – voz, guitarra eléctrica, acústica de 6 cuerdas, cabasa, stomp
- Paul King - banjo
- Colin Earl – piano
- Mike Cole - contrabajo

## Posicionamiento en listas
| Lista (1970)                                     | Posicionamiento en lista |
| ------------------------------------------------ | ------------------------ |
| Australia (Go-Set National Top 60)               | 1                        |
| Australia (Kent Music Report)                    | 1                        |
| Austria (Ö3 Austria Top 40)                      | 1                        |
| Bélgica (Flandes) (Ultratop 50)                  | 1                        |
| Canadá (RPM Top Singles)                         | 1                        |
| Dinamarca (IFPI)                                 | 1                        |
| Francia (CIDD)                                   | 1                        |
| Irlanda (IRMA)                                   | 1                        |
| Italia(FIMI)                                     | 1                        |
| México                                           | 1                        |
| Países Bajos (Dutch Top 40)                      | 1                        |
| Países Bajos (Mega Single Top 100)               | 1                        |
| Nueva Zelanda (RIANZ)                            | 1                        |
| Noruega (VG-lista)                               | 1                        |
| Sudáfrica (Springbok Radio)                      | 1                        |
| Suecia                                           | 1                        |
| Suiza (Schweizer Hitparade)                      | 1                        |
| Reino Unido (UK Singles Chart)                   | 1                        |
| Estados Unidos (Billboard Hot 100)               | 3                        |
| Estados Unidos Adult Contemporary (Billboard)    | 30                       |
| Estados Unidos Cash Box Top 100                  | 2                        |
| Estados Unidos Record World Top 100              | 1                        |
| Alemania Occidental (Offizielle Deutsche Charts) | 1                        |

## Versión de Shaggy
En 1995, el músico de reggae jamaicano-estadounidense Shaggy hizo una versión de la canción y la lanzó como sencillo principal de su tercer álbum de estudio, Boombastic (1995).  Además de agregar letras de rap, la versión de Shaggy también sustituye la línea original de la canción con otras letras "have a drink, have a drive". Shaggy también interpretó la canción en un episodio de la serie de televisión Baywatch.  Un año después de su lanzamiento, la canción fue regrabada y lanzada específicamente para la película Flipper bajo el título "In the Summertime" (versión del 96).

### Recepción de la crítica
Roger Morton de NME sintió que Shaggy había versionado "In the Summertime" "en una excelente banda de jagga-jug a quién le importa una mierda el estilo".  Al Weisel de Rolling Stone lo describió como "una nueva versión vivaz y contagiosa del éxito de Mungo Jerry de 1970, [que] alterna un coro conmovedor con un rap rápido a la Chaka Demus y Plier '" Murder She Wrote ". " 

### Posicionamiento en listas
| Lista (1995)                           | Posicionamiento en lista |
| -------------------------------------- | ------------------------ |
| Australia (ARIA)                       | 14                       |
| Austria (Ö3 Austria Top 40)            | 35                       |
| Bélgica (Flandes) (Ultratop 50)        | 32                       |
| Europa (European Dance Radio)          | 23                       |
| Finlandia (Suomen virallinen lista)    | 7                        |
| Alemania (Offizielle Deutsche Charts)  | 60                       |
| Hungría (Mahasz)                       | 2                        |
| Irlanda (IRMA)                         | 13                       |
| Países Bajos (Dutch Top 40)            | 23                       |
| Países Bajos (Mega Single Top 100)     | 21                       |
| Nueva Zelanda (Recorded Music NZ)      | 4                        |
| Polonia (Music & Media)                | 3                        |
| Escocia (Scottish Singles Sales Chart) | 21                       |
| Suecia (Sverigetopplistan)             | 30                       |
| Reino Unido (UK Singles Chart)         | 5                        |
| Estados Unidos (Billboard Hot 100)     | 3                        |
| Estados Unidos (Dance Singles Sales)   | 2                        |
| Estados Unidos (Hot R&B/Hip-Hop Songs) | 1                        |
| Estados Unidos (Hot Rap Songs)         | 1                        |
| Estados Unidos Cash Box Top 100        | 3                        |